# Лебедин (Киевская область)
Лебедин (укр. Лебедин) — село, входит в Бориспольский район Киевской области Украины.
Население по переписи 2001 года составляло 1147 человек. Почтовый индекс — 08333. Телефонный код — 4595. Занимает площадь 2,343 км². Код КОАТУУ — 3220884403.

## Местный совет
08333, Киевская обл, Бориспольский р-н, с. Кирово, ул. Ленина, 76